# Ricania fuscula
Ricania fuscula är en insektsart som beskrevs av Melichar 1898. Ricania fuscula ingår i släktet Ricania och familjen Ricaniidae. Inga underarter finns listade i Catalogue of Life.